# Dracula 3: Il sentiero del drago
Dracula 3: Il sentiero del drago (Dracula 3: La Voie du Dragon) è un'avventura grafica pubblicata nel 2008 da Microïds, seguito di Dracula 2: L'ultimo santuario.

## Trama
A differenenza dei primi due capitoli, questa volta il protagonista è Padre Arno Moriani, un parroco del Vaticano, inviato a Vladoviste per effettuare ricerche per la canonizzazione della dottoressa Marta Calugarul. Dopo varie vicissitudini, tranelli, indovinelli ed ostacoli vari, ci si trova al cospetto di Dracula, e come ogni capitolo si può vincere o morire. Questa volta la sorte sarà decisa in base a un questionario sottoposto dal vampiro, che potrà apprezzare o no le risposte del giocatore.

## Doppiaggio
| Personaggio               | Voce italiana          |
| ------------------------- | ---------------------- |
| Padre Arno Moriani        | Matteo Marchetta       |
| Cardinale Briganti        | Riccardo Rovatti       |
| Ozana                     | Giovanna Degli Esposti |
| Janos Peckmester          | Gino Paccagnella       |
| Maria Florescu            | Lucy Matera            |
| Iordan Mitiu              | Riccardo Rovatti       |
| Ionel                     | Lucy Matera            |
| Padre Gregoriu Nijescu    | Lello Lombardi         |
| Stephan Luca              | Hendry Proni           |
| Ispettore Brutar          | Lello Lombardi         |
| Luana                     | Anna Giulia Belletti   |
| Prof. Heinrich von Kruger | Gino Paccagnella       |
| Irina Boczow              | Anna Giulia Belletti   |
| Prof. Hernan van Bergen   | Gino Paccagnella       |
| Dracula                   | Lello Lombardi         |

## Sequel
Nel 2013 è uscito il quarto capitolo della saga, dal titolo Dracula 4: L'ombra del drago.